# Josette Rispal
 (août 2022).
Pour les articles homonymes, voir Rispal.
Josette Rispal née en 1946 à Aurillac dans le Cantal est une sculptrice, plasticienne et peintre française.

## Biographie
Fille d’Antonin Rispal et de Joséphine Ajalbert, elle grandit à Paris[réf. nécessaire]. Artiste autodidacte, son œuvre s’inscrit dans les mouvements d’art outsider et singulier.
En 1977, elle réalise ses premiers masques-lumière.[réf. nécessaire]
Elle réalise par la suite une cabane intitulée « la maison des Masques Lumière » qui est exposée au Grand Palais par le Salon National des Arts en 1983.[réf. nécessaire]
Elle crée une croix monumentale, le tabernacle, le chemin de croix et des chandeliers dans l'église Saint-Pierre-du-Gros-Caillou dans le 7e arrondissement de Paris.[réf. nécessaire]
Par un contrat conclu avec la société des autoroutes du sud de la France, elle est chargée de la construction d'une statue monumentale sur une aire de l'A89 composée de sept stèles appelée "Les colosses arvernes". Toutefois, la société ASF abandonne le projet car celui-ci ne plaisait pas au conseil général de la Corrèze. Jugée irrecevable de ses demandes devant le juge judiciaire, elle forme un recours devant le tribunal administratif de Paris, puis élève le conflit devant le Tribunal des conflits qui rendra un arrêt Mme Rispal c/ ASF.
Le 15 août 2003, Antonin Rispal, son père, meurt. Il lui lègue une très grande collection d’Art nouveau. Deux ans après son décès, Josette Rispal décide d’offrir au musée d’Orsay près de trois cents meubles et objets.
La collection du musée d'Orsay voit notamment l’arrivée de pièces exceptionnelles d'Émile Gallé, de Louis Majorelle et d'Auguste Jean. Une exposition est consacrée à cette donation d’Art nouveau à l’État.
En 2009, elle offre 250 œuvres à la tour Eiffel. Une exposition lui sera consacrée au premier étage de la tour Eiffel.
En 2014, une exposition met à l’honneur les « Obsidiens en mouvement ».
En 2016, elle expose une œuvre intitulée l'Humanité dans l'église de la Madeleine une œuvre composée de multiples personnages de forme humaine qui vise à représenter des individus sans différences et de toutes origines.

## Distinctions
En février 2009, Josette Rispal est nommée chevalier dans l'ordre national de la Légion d'honneur.
En septembre 2009, Josette Rispal reçoit la distinction papale Benemerenti. La médaille est transmise par André Marceau, alors évêque de Perpignan.
En mai 2014, Josette Rispal est faite officier de l’ordre des Arts et des Lettres par Guy Cogeval pour son œuvre et sa donation au musée d’Orsay.